# Myosorex kabogoensis
Myosorex kabogoensis és una espècie d'eulipotifle de la família de les musaranyes (Soricidae). És endèmica de l'est de la República Democràtica del Congo. Es caracteritza per tenir la cua curta. El pelatge és de color gris pissarra fosc. Ocupa hàbitats montans. El seu nom específic, kabogoensis, significa ‘de Kabogo’ en llatí.